# 兵庫県立宝塚西谷の森公園
兵庫県立宝塚西谷の森公園（ひょうごけんりつたからづかにしたにのもりこうえん）は、兵庫県宝塚市にある公共公園である。2008年（平成20年）7月27日に「CSR（文化スポーツレクリエーション）事業」の一環として開園した。

## 施設

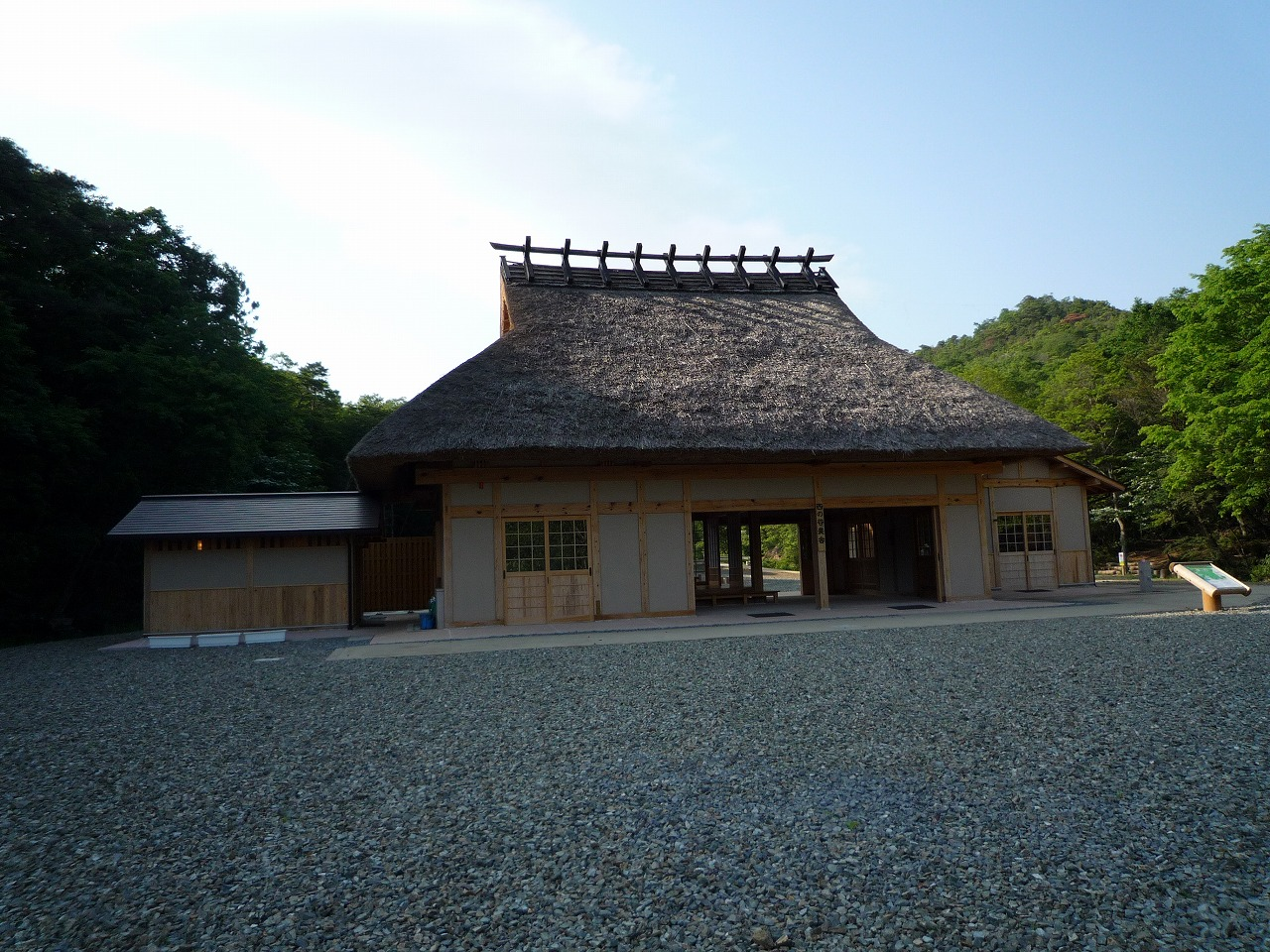
西の谷農舎

兵庫県が2008年（平成20年）7月27日に「CSR（Culture,Sports,Recreation）施設」として開園した。CSR施設は兵庫県が兵庫県民から徴収した道府県民税の超過課税を元に造園されており、県民の憩いの場として利用されている。また、宝塚市北部にある境野地区の自然を利用して、「東の谷エリア」・「西の谷エリア」・「森林エリア」と3つに区切り、整備されている。
山頂まで散策路が用意されており、山頂展望台からは六甲山・摩耶山・宝塚市街地などが望める。麓には、「西の谷農舎」・「東の谷管理棟」があり、管理体制が整っている。

## 自然
公園内には保与谷池をはじめ、森林が公園全体に植えつけられている。生い茂った森林ではカワセミ・スズメなどを見る事が出来る。麓には川が流れており、多くの魚が生息している。また、田畑が点在しており、農業体験も出来る。

## 施設
東の谷管理棟
東の谷エリアを管理する施設である。
西の谷農舎
西の谷エリアに点在し、農業体験施設として活用されている。
ジーンファーム
公園内に派生している植物を植えている（非観賞用）。
山頂展望台
山頂に建てられており、周辺の展望が眺められる。
馬の背
岩が剥き出しになっており危険である。
峠の東屋
山頂展望台へ向かう途中にある休憩所である。
六角東屋
西の谷エリアに六角形に建てられた小休憩所である。

## 利用案内
- 開園時間

4月・5月・6月・9月 - 9:00 - 18:00
7月・8月 - 9:00 - 19:00
10月~3月 - 9:00 - 17:00
- 休園日

月曜日、12月29日～1月3日
- 駐車場

利用無料、143台完備（第一駐車場:35台・第二駐車場:48台・西の谷駐車場:54台）

## 所在地
- 〒669-1222 兵庫県宝塚市境野字保与谷14-1

## 交通アクセス
交通機関
- JR福知山線（JR宝塚線）武田尾駅から阪急バス各系統で「西谷の森公園口」停留所下車、徒歩約10分